# 4 Pieces to Go
4 Pieces to Go – minialbum Budki Suflera, wydany w 1992 roku jako kaseta nakładem New Abra oraz w roku następnym jako CD przez TA Music.

## Lista utworów
1. „Kolęda rozterek” – 8:18
2. „La Mancha Taxi Driver” – 4:50
3. „Twoje radio” – 4:58
4. „Miracle Of This Night” – 8:18

## Twórcy
Źródło
Budka Suflera w składzie
- Krzysztof Cugowski – wokal
- Mieczysław Jurecki – gitara basowa, gitara
- Romuald Lipko – instrumenty klawiszowe
- Tomasz Zeliszewski – perkusja

Gościnnie
- Arkadiusz Smyk – gitara
- Piotr Maciąg – saksofon